# Satélite de Coleta de Dados 1
El Satélite de Coleta de Dados 1 (SCD-1) (portugués para Satélite de Recopilación de Datos) es el primer satélite desarrollado íntegramente en Brasil. Fue lanzado el 9 de febrero de 1993 desde Estados Unidos. El SCD-1 ha sido calificado numerosas veces como el satélite verde. Es usado por el INPE (Instituto Nacional de Investigaciones Espaciales) en estudios climatológicos, por el Centro de Previsión del Tiempo y Estudios Climáticos (Centro de Previsão do Tempo e Estudos Climáticos--CPTEC), recogiendo datos meteorológicos y ambientales en la región amazónica, incluyendo los niveles de monóxido de carbono y de dióxido de carbono en la atmósfera. Los datos son transmitidos al INPE y usados para detectar incendios forestales. Más de treinta compañías han trabajado en la construcción del SCD-1.